# Lindenius pygmaeus
Lindenius pygmaeus är en stekelart som först beskrevs av Rossius 1794.  Lindenius pygmaeus ingår i släktet Lindenius, och familjen Crabronidae. Enligt den svenska rödlistan är arten sårbar i Sverige. Arten förekommer i Götaland. Artens livsmiljö är jordbrukslandskap, stadsmiljö.